# Agatam Ag Alhassane
Asseleck Ag Alhassane est ingénieur agronome et un homme politique malien, né vers 1958 dans le cercle de Gao.

## Biographie
Aghatam Ag Alhassane fait son primaire et son secondaire dans le Nord-Mali, précisément dans les régions de Gao et de Tombouctou. Il obtient un Baccalauréat en Sciences Biologiques puis arrive à Bamako ou il poursuit ses études universitaires.
Il obtient un diplôme d'ingénieur d'agriculture et du génie rural à l'Institut polytechnique rural de formation et de recherche appliquée de Katibougou (Mali) et un certificat en développement local à l'Université catholique de Lyon en France.
Il est successivement directeur du Centre de l'action coopérative de Bourem, chargé du suivi du processus de paix auprès du Commissariat au Nord, commissaire au nord adjoint auprès du président de la République, chargé de la consolidation du processus de paix et des relations avec les partenaires au développement, directeur général de l'Agence du bassin du fleuve Niger. Il occupe également les fonctions de conseiller technique à la présidence de la République de 2000 à 2002.
Le 3 octobre 2007, Aghatam Ag Alhassane est nommé ministre de l'Environnement et de l'Assainissement dans le premier gouvernement de Modibo Sidibé. Le 9 avril 2009, il devient ministre de l'Agriculture dans le deuxième gouvernement de Modibo Sidibé. Le 6 avril 2011, il est reconduit au même poste dans le Gouvernement de Cissé Mariam Kaïdama Sidibé jusqu'au coup d'Etat perpetré le 22 mars 2012.
Depuis 2016, il est le coordinateur du Projet Nord-Mali/IPRODI de la Coopération Allemande.